# 1618 Dawn
1618 Dawn је астероид главног астероидног појаса са пречником од приближно 19,59 .
Афел астероида је на удаљености од 2,949 астрономских јединица (АЈ) од Сунца, а перихел на 2,789 АЈ.
Ексцентрицитет орбите износи 0,027, инклинација (нагиб) орбите у односу на раван еклиптике 3,224 степени, а орбитални период износи 1775,503 дана (4,861 године).
Апсолутна магнитуда астероида је 11,50 а геометријски албедо 0,115.
Астероид је откривен 5. јула 1948. године.